# سداسي فلوروسيليكات الصوديوم
سداسي فلوروسيليكات الصوديوم هو مركب كيميائي من عناصر السيليكون والفلور والصوديوم، له الصيغة الكيميائية Na2SiF6، ويكون على شكل مسحوق بلوري أبيض اللون عديم الرائحة.

## التحضير
يحضر مركب سداسي فلوروسيليكات الصوديوم من تفاعل تعديل حمض سداسي فلورو السيليسيك بمركب للصوديوم مثل الهيدروكسيد أو الكربونات أو الكلوريد.
{\displaystyle \mathrm {H_{2}SiF_{6}+2\ NaCl\rightarrow Na_{2}SiF_{6}+2\ HCl} }
ينتج المركب أيضاً كناتج ثانوي في صناعة السوبرفوسفات مروراً بمركب رباعي فلوريد السيليكون.

## الخواص
يكون المركب على شكل مسحوق بلوري أبيض عديم الرائحة، وله انحلالية ضعيفة نوعاً ما في الماء. يتفكك المركب بالتسخين إلى درجات حرارة تتجاوز 800 °س إلى رباعي فلوريد السيليكون وفلوريد الصوديوم.
يتبلور المركب وفق نظام بلوري ثلاثي تكون أبعاد الشبكة البلورية له وفق ما يلي: a = 885.9 pm و c = 503.8 pm و Z = 3 ؛ ضمن الزمرة الفراغية P321.

## الاستخدامات
يستخدم مركب سداسي فلوروسيليكات الصوديوم في إنتاج الكريوليت الصناعي المستخدم في إنتاج الألومنيوم.
للمركب استخدامات أخرى في مجال وقاية النباتات من الحشرات والقوارض، إلا أنه ممنوع الاستخدام لهذا الغرض في البلدان الأوروبية.